# Magda Gessler
Pour les articles homonymes, voir Gessler.
Magda Daria Gessler, née Ikonowicz, est une restauratrice polonaise, propriétaire ou copropriétaire de plusieurs restaurants, peintre, chroniqueuse et personnalité de la télévision née le 10 juillet 1953 à Komorów.

## Biographie

### Enfance et études

#### Enfance
Elle naît à Komorów. Ses parents sont Mirosław Ikonowicz, ancien correspondant de la Polska Agencja Prasowa, et Olga (née Łucek) (1931-2001), qui travaille comme directrice audio à la radio polonaise,. Sa mère est d'origine russe,, et son père vient de Vilnius ; la mère d'Ikonowicz est d'origine italienne et la famille de son père est originaire des Balkans. Elle a un frère cadet, Piotr, qui est politicien, avocat et journaliste. Son parrain est Ryszard Kapuściński, un ami de la famille.
En raison de la mauvaise santé de sa mère, atteinte de tuberculose à la naissance, Magda Gessler est confiée à ses grands-parents, les confiseurs Irena Łucka et Leon Łucki, qui vivent à Komorów,,. Elle vit ensuite avec sa famille dans le quartier de Muranów à Varsovie. En raison du travail de son père, elle vit à Sofia de 1956 à 1959 et à La Havane de 1963 à 1967,.

#### Études
Elle étudie pendant deux ans au lycée Klementyna Hoffmanowa de Varsovie, avant d'être diplômée du lycée Jose Marti de Varsovie,,,. Elle travaille pendant un an aux archives de la galerie Arsenał,. Elle termine ses études de peinture à l'Académie royale des Beaux-Arts Saint-Ferdinand à Madrid,.

### Carrière dans l'art
Elle présente sa première exposition de peinture pendant ses études, au Club de la presse étrangère de la Castellana,. À cette époque, elle gagne de l'argent en travaillant comme babysitteuse, traductrice et gérante du restaurant Tijo Pepe,. Elle parle couramment l'espagnol.

### Carrière culinaire
Dans les années 1980, elle dirige une entreprise de restauration à Madrid, puis prépare des plats pour les fêtes des dignitaires espagnols et des membres de la cour royale - ses talents culinaires sont reconnus par le roi Juan Carlos Ier et l'experte culinaire Clara María de A'Mesua, grâce à laquelle elle anime ses propres ateliers à l'Académie royale espagnole de gastronomie,. Elle ouvre son premier restaurant W Ogrodzie en 1989 avec les frères Adam et Piotr Gessler dans le palais Zamoyski de la rue Foksal à Varsovie,. Ils ouvrent ensuite le restaurant Trębacka à Varsovie. Après la division de l'entreprise familiale en 1991, le restaurant U Fukiera au Rynek Starego Miasta de Varsovie revient à Magda Gessler, ainsi qu'à son frère Piotr Gessler, qu'ils ouvrent le 6 mars 1991,,.

### Carrière dans l'audiovisuel

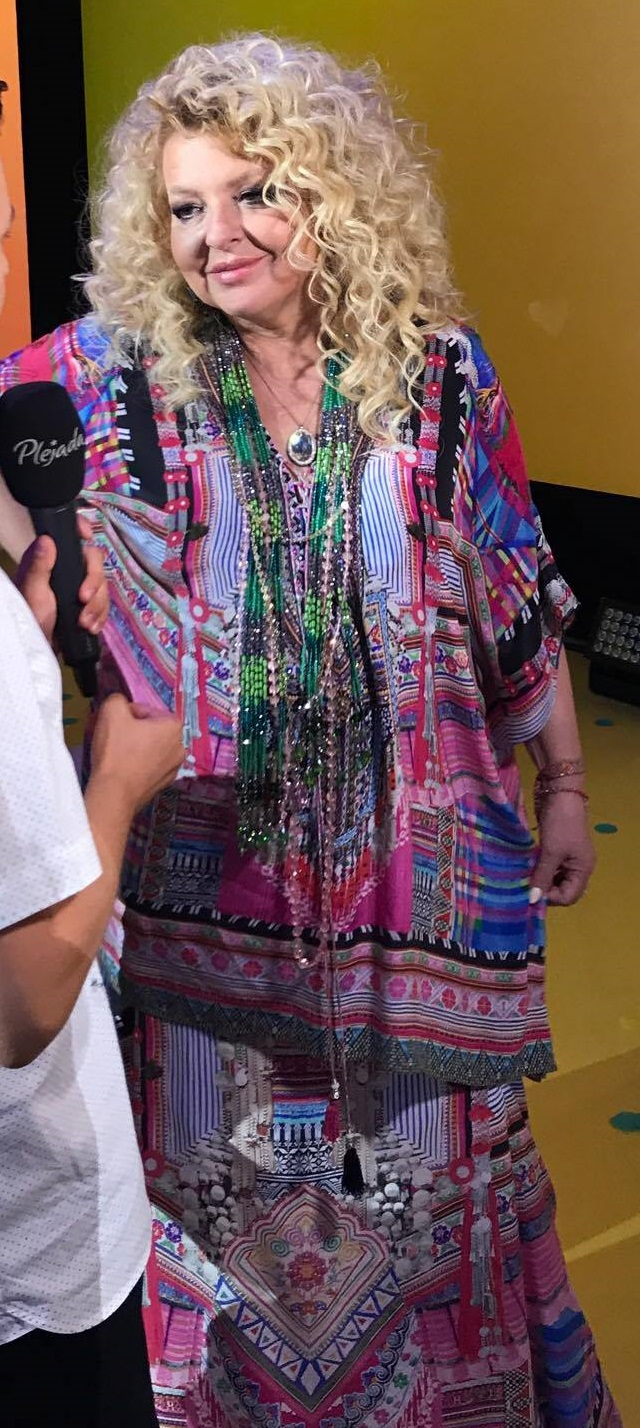
Magda Gessler en 2017.

Depuis 2010, elle travaille pour TVN. Depuis mars 2010, elle présente l'émission Kuchenne rewolucje. Depuis septembre 2012, elle fait partie du jury de l'édition polonaise de MasterChef, et en 2022, elle présente l'émission Święta z Gesslerami, qui compte quatre épisodes. En 2016 et 2019, elle fait des apparitions en tant qu'invitée dans plusieurs épisodes de MasterChef Junior, et en 2017 et 2018, elle fait partie du jury de l'édition spéciale intitulée MasterChef - The Best. De 2017 à 2019, elle est présentatrice des émissions Sexy Kitchen by Magda Gessler (2017-2019) et Discoveries by Magda Gessler (2019) de la chaîne Food Network.
En février 2014, elle s'associe à la Foire des produits traditionnels et biologiques Regionalia. Elle fait la promotion des saucisses sous le nom de Besos, produites par ZM Peklimar SA,,. Elle dessine sa propre collection de nappes et de serviettes pour la fabrique de linge de Żyrardów et son jeu de société Kuchenny Poker.
Elle apparaît en tant que guest star dans des épisodes des séries de TVN ; Niania en 2008 et Na Wspólnej en 2014. Elle joue dans la bande-annonce polonaise de la sixième saison de la série Netflix Orange Is the New Black en 2018. Elle prête sa voix à la tortue Magda dans le film d'animation SeeFood en 2011. En 2019, elle participe à l'émission de télé-réalité Starsza pani musi fiknąć et est invitée à l'édition polonaise de Big Brother.
À l'automne 2022, elle est invitée dans un épisode de Lego Masters de TVN. Elle participe à des campagnes publicitaires pour Ulgix, une marque qui fabrique des produits pour soulager les gaz intestinaux et améliorer les processus digestifs,,.

### Carrière littéraire
Elle publie trois livres de cuisine : Kuchnia moja pasja en 2005, Kocham gotować - Magdy Gessler przepis na życie en 2007 et Kuchenne Rewolucje. Les recettes de Magda Gessler en 2012. Entre 2010 et 2012, elle écrit des chroniques culinaires publiées dans l'hebdomadaire Wprost,, et entre 2012 et 2018, elle est chroniqueuse pour l'hebdomadaire Newsweek.

## Vie privée
Le 20 mai 1982, elle épouse Volkhart Müller (1942-1987), correspondant de l'hebdomadaire Der Spiegel à Madrid,,. Il ont un fils Tadeusz, né le 13 août 1983, et une fille Anna, née prématurément, qui meurt deux semaines après sa naissance,.
Après la mort de son mari, elle retourne en Pologne et épouse Piotr Gessler (1958-2021), le fils du restaurateur varsovien Zbigniew Gessler. Ils ont une fille, Aleksandra Lara (née le 19 septembre 1989),,.
Elle a une relation de plusieurs mois avec Mariusz Diakowski, avec qui elle ouvre le restaurant Zielnik en 2001. Elle a également une relation informelle avec l'acteur Piotr Adamczyk pendant trois mois,. Au début des années 2000, elle se marie de manière œcuménique avec Waldemar Kozerawski, un médecin vivant à Toronto,,.
Elle est parfois confondue avec Marta Gessler, propriétaire du restaurant Qchnia Artystyczna et du magasin de fleurs Warsztat Woni à Varsovie. Toutes deux sont des épouses ultérieures de Piotr Gessler, d'où la coïncidence des noms.
Elle se déclare de confession orthodoxe,.
En 2018, elle est atteinte à la paralysie faciale du nerf trijumeau.

## Récompenses et distinctions
Le 16 décembre 2010, le ministre de l'Agriculture et du Développement rural Artur Ławniczak lui décerne un certificat pour la promotion des produits polonais.
En 2011, elle reçoit le prix Wiktory 2010 dans la catégorie de la plus grande découverte télévisuelle.
En 2012, elle reçoit le prix Telekamery 2012 dans la catégorie personnalité de la télévision. En 2013, 2014, 2017 et 2018, elle est nommée aux prix Telekamery dans la même catégorie, sans recevoir le prix.
En 2013, elle remporte le prix Plejada Top Ten 2013.